# Шикшина, Светлана Валерьевна
Светлана Валерьевна Шикшина (род. 7 марта 1980, Казань, РСФСР, СССР) — профессиональный игрок 6 дана по го, Заслуженный мастер спорта (2007), гроссмейстер России (2000), чемпион Европы 2006, чемпионка России 1994, 1995, 1996, 2011 и Европы 1996, 2005 среди женщин, бронзовый призёр женского чемпионата мира 1997, чемпионка Европы в командном зачёте 2001, 2011, чемпионка России 2006, 2011—2014 и Европы 2012—2016 в парном зачёте.

## Биография
Родилась в Казани 7 марта 1980 года. Играть в го начала весной 1990 года в возрасте 10 лет под руководством своего отца, Шикшина Валерия Дмитриевича, заслуженного тренера России по игре го. Ровно через год, весной 1991 года стала чемпионкой Татарстана среди девушек до 18 лет. В 1992 году достигла уровня 1 дана, а в 1994 году — 4 дана.
В течение трёх лет, с 1994 по 1996 год Светлана становилась чемпионкой России среди женщин. Затем, в сентябре 1996 года, выиграла чемпионат Европы по го среди женщин в Москве.
В марте 1997 года приехала на учёбу в Южную Корею по приглашению корейского профессионала Чун Понгчжо (9 про дан) для изучения го и стала тренироваться под его руководством. Сначала она занималась в различных небольших юношеских го клубах, пока наконец в 1999 году не перешла в один из самых больших го клубов Кореи — детский го клуб Ким Вона (6 про дан). В клубе Ким Вона тренировалось много сильных учеников, особенно много было девушек, которые позднее стали профессиональными игроками. Там у Светланы появилось много друзей и сильных соперников, появилось больше стимулов к самосовершенствованию.
В 2000 году поступила в корейский университет Мёнчжи на факультет по бадук (корейское название игры го) и параллельно продолжила учёбу в клубе Ким Вона во второй половине дня. Среди предметов, изучаемых на факультете го, были теория, история, практика, преподавание го взрослым и детям, го и информационное общение, психология и го, го и компьютеры, го и английский и т. д.
В феврале 2005 года Светлана окончила университет и получила диплом бакалавра по игре го.
После 5 лет обучения в Корее, 28 июня 2002 года на заседании руководства Корейской ассоциации Бадук Светлане Шикшиной был присвоен 1 профессиональный дан.

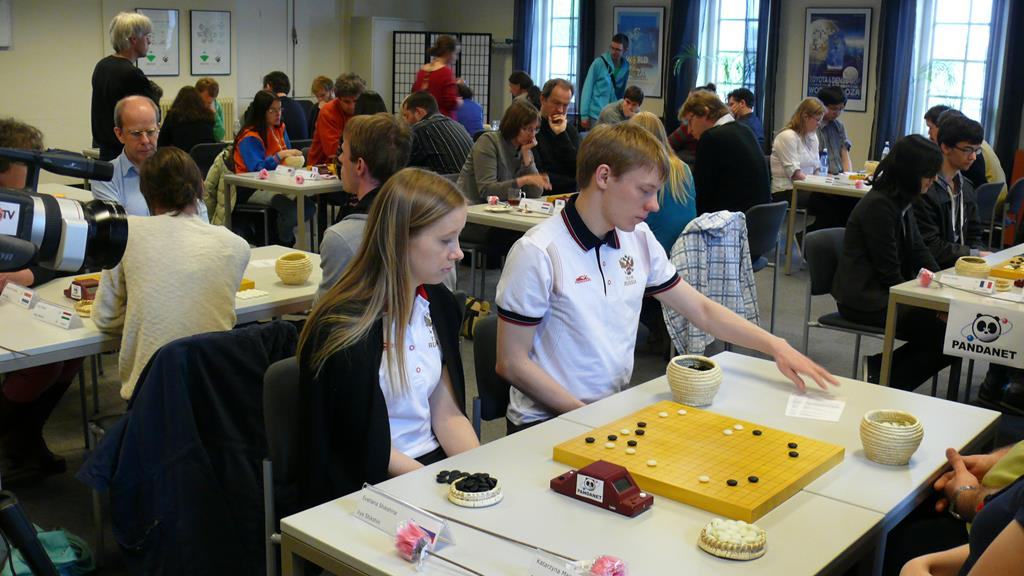
Светлана и Илья Шикшины играют в Парном Чемпионате Европы в Голландии в 2013 году

## Достижения
- С 1 по 3 апреля 2005 года по случаю окончания университета Мёнчжи был проведен 1-й Кубок Светланы Шикшиной среди детей до 12 и 18 лет[2]. Эти соревнования стали проходить ежегодно.
- В октябре 2005 года Светлана участвовала в чемпионате Европы среди женщин[3] в Германии, где снова заняла 1 место, поделив его с двумя другими участницами Цао Пей (6 дан) из Германии и Ритой Почай (4 дан) из Венгрии.
- В 2006 году стала чемпионом Европы во Фраскати, Италия[4] (единственная победительница этого чемпионата за всю его историю).
- В 2007 году Светлана вернулась из Кореи обратно в Россию, в Казань, где стала преподавать го детям и взрослым наряду с участием в соревнованиях[5]. В этом же году она получила звание Заслуженного мастера спорта.
- В 2008 году Корейская Ассоциация Падук присвоила ей 3 профессиональный дан.
- С конца 2008 года и до начала 2011 Светлана не принимала участия в соревнованиях. Вернулась к игре только в феврале 2011 года. Её первым соревнованием после двухлетнего перерыва стал VI Чемпионат России среди пар по го[6][7], где она играла в паре со своим братом гроссмейстером России Ильёй Шикшиным. Светлана с Ильёй заняли 1 место и таким образом Светлана стала двукратной чемпионкой России в парном зачете (в первый раз она выиграла этот чемпионат в 2006 году[8][9], играя в паре с гроссмейстером России Олегом Межовым).
- В июле 2011 года во Франции в г. Бордо Светлана стала чемпионкой Европы в командном зачете[10]. В составе команды были Илья Шикшин, Александр Динерштейн, Светлана Шикшина, Дмитрий Сурин и Олег Межов. Кроме того в сентябре 2011 года она стала чемпионкой России среди женщин на юбилейном 20-м чемпионате России[11].
- С 2012 по 2016[12] занимала 1 место в парных чемпионатах Европы (в 2012 году вместе с А. Динерштейном[13][14], а в 2013—2016 вместе со своим братом Ильёй Шикшиным).

Учётная запись на КГС — redrose.